# Comment expliquer les tableaux à un lièvre mort

Comment expliquer les tableaux à un lièvre mort (allemand : Wie Man Dem Toten Hasen die Bilder erklärt) est une performance présentée par l’artiste allemand Joseph Beuys à la galerie Schmela à Düsseldorf en Allemagne le 26 novembre 1965. Bien qu’il s’agisse de la première exposition individuelle de l’artiste dans une galerie privée, elle est souvent citée en tant que l’une de ses actions les plus célèbres.

## Le déroulement
Au début de sa performance, ou de son « action », pour utiliser le terme employé par l'artiste, Joseph Beuys a fermé les portes de la galerie de l’intérieur. Le public s’est ainsi retrouvé isolé à l’extérieur, pendant trois heures, ne pouvant observer la scène qu’à travers les vitres. La tête intégralement couverte de miel et de feuilles dorées, il a commencé à expliquer des tableaux à un lièvre mort. Chuchotant dans l’oreille de l’animal mort reposant sur son bras, il a commencé à lui expliquer les œuvres une par une en simulant une situation de dialogue. Il s’est retiré à plusieurs reprises au centre de la pièce pour marcher sur une branche de sapin morte posée par terre. Au bout de trois heures, il a laissé le public entrer dans la galerie. Il s’est assis sur une chaise à l’entrée, le lièvre posé sur son bras, dos au public.

## L'interprétation et le contexte
La performance matérialise le point culminant de la recherche de Joseph Beuys sur le « concept élargi de l’art », qu’il développait déjà dans ses dessins datant des années 1950. Il célèbre le rituel d’« expliquer l’art » avec une action qui reste effectivement muette pour son public. L'action s'inscrit dans une période où l'artiste est, en parallèle à sa pratique, enseignant à l'Académie des beaux-arts de Düsseldorf.
La relation entre la pensée, la parole et la forme, manifeste dans cette performance, est caractéristique pour l’œuvre de Beuys en général. Dans Discours sur mon pays (allemand : Sprechen über Deutschland, 1985), il a souligné qu’il était essentiellement un homme de lettres. Il dit ailleurs : « Lorsque je parle, j’essaie de diriger le flux pulsionnel de l’énergie pour qu’il devienne un langage plus intégral en termes de la description, ce qui est la perception spirituelle de la croissance ». L’intégration du discours et de la conversation dans l’œuvre visuelle joue un rôle déterminant dans Comment expliquer les tableaux à un lièvre mort.
Le lièvre est un animal avec une symbolique riche, présente dans de nombreuses religions depuis des siècles. Dans la mythologie grecque, le lièvre était associé à la déesse de l’amour Aphrodite, pour les Romains et les tribus germaniques, il était symbole de fertilité. Dans le christianisme, le lièvre a été lié à la Résurrection. Cette interprétation est également soutenue par le « masque » porté par l’artiste pendant la performance : l’or comme symbole de l’énergie du soleil, de la sagesse et de la pureté, et le miel comme symbole de la renaissance dans la mythologie germanique.

Joseph Beuys explique ainsi sa performance : 

« Pour moi, le Lièvre est un symbole de l’incarnation, que le lièvre joue vraiment : ce que l’homme ne peut faire que dans son imagination. Il creuse, se construisant une maison dans la terre. Ainsi il s’incarne dans la terre : c’est la seule chose qui importe. C’est comme ça que je le perçois. Le miel sur ma tête a bien sûr à voir avec la pensée. Alors que l’homme n’a pas la capacité de produire du miel, il a la capacité de penser, de produire des idées. C’est comment la nature éventée et morbide de la pensée devient à nouveau vivante. Le miel est une substance essentiellement vivante, et la pensée de l’homme peut le devenir aussi. D’un autre côté, l’intellectualisation peut tuer la pensée : on peut tuer son esprit par la parole en politique ou sur le terrain académique. »

Beuys allait strictement à l'encontre de l'explication intellectuelle de l'art. Dans Comment expliquer les tableaux à un lièvre mort, le cadavre du lièvre peut symboliser entre autres l'effet meurtrier que la « rationalisation de l'art » peut avoir sur ce dernier. Le lièvre « s'incarne dans la terre », et l'homme peut s'incarner dans la pensée... La performance instaure un lien d'analogie complexe entre l'un et l'autre. Représentant l'échec de la rationalisation de l'art par l'esprit humain, l'animal devient un « organe extérieur de l'homme ».
Le miel est le produit des abeilles qui, pour l'artiste (selon Rudolf Steiner), représentent une société idéale, chaleureuse et fraternelle. L'or a son importance dans l'alchimie, et le fer, le métal de Mars, représente les principes masculins de la force et de la connexion à la terre.
Une photographie de la performance, sur laquelle Joseph Beuys est assis avec le lièvre, a été décrite par certains critiques comme « une nouvelle Joconde du XXe siècle », bien que Beuys n'ait pas été d'accord avec ça.

## Les animaux dans l'œuvre de Joseph Beuys
En effet, Joseph Beuys tient à un registre de matériaux et d’objets « fétiches » qui sont récurrents dans son travail plastique et performatif : notamment des matériaux tels que le feutre, l’or ou la graisse (nous pouvons citer en exemple son œuvre Chaise de graisse, en allemand : Fettstühl, 1963, collection Heiner Bastian; voir l'article dédié à Joseph Beuys pour en savoir plus). Or, les animaux représentent l’un des éléments centraux de son œuvre (comment ne pas mentionner sa performance I Like America and America Likes Me, probablement la plus souvent citée, pendant laquelle il s'enferma dans une pièce avec un coyote vivant pendant plusieurs jours, en 1974). Le concept de sculpture sociale qu'il développe s'examine au potentiel de l'art d'influencer la société et cherche à l'élargir sur tous les domaines, et l'insertion de l'animal dans le langage d'expression artistique relève de cette démarche : « L’animal est utilisé dans cette quête d’élargissement de l’art (une œuvre s’intitule Éclair illuminant un cerf) où certains ne voient que sensationnalisme et culte de la personnalité. »
Le lièvre revient dans plusieurs performances de l'artiste : par exemple, en février 1963, lors du festival Fluxus organisé à l'Académie de beaux-arts de Düsseldorf, il présente son projet pour la Symphonie sibérienne, 1er mouvement d'Erik Satie, où la scénographie comprend un lièvre mort suspendu à un tableau noir.

## Reconstitutions de la performance
La reconstitution la plus célèbre de la performance Comment expliquer les tableaux à un lièvre mort est celle présentée par l'artiste Marina Abramović en 2005 au musée Solomon-R.-Guggenheim à New York dans le cadre de sa série de Seven Easy Pieces, qui reconstituait également six autres performances cultes. L'artiste, qui avait demandé la permission de Joseph Beuys, tenait alors un lièvre mort dans ses bras en lui montrant des tableaux noirs.